# Jairam Ramesh

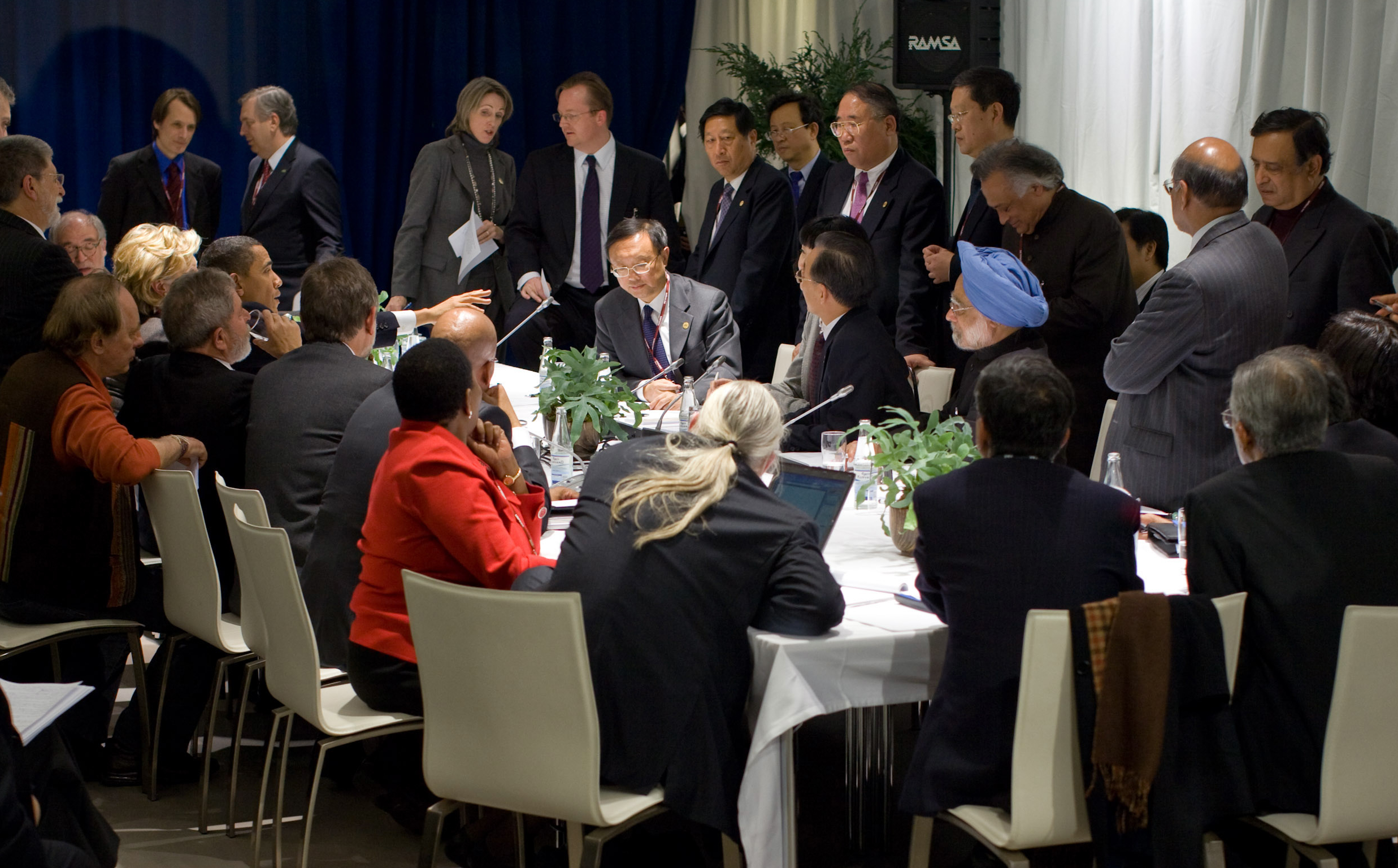
Jairam Ramesh a 2009-es ENSZ éghajlatváltozási keretegyezmény konferencia során tárgyalt Manmohan Szingh miniszterrel, Barack Obamával és a G4-ek blokjának más politikusaival, Kínai Népköztársaság miniszterelnökével Wen Jiabaóval, a brazil elnökkel Luiz Inácio Lula da Silvával és Jacob Zumával 2009. december 18-án

Jairam Ramesh (Chikmagalur, 1954. április 9. –) indiai politikus, parlamenti képviselő, Ándhra Prades délkelet-indiai államot képviseli az indiai felsőházban 2004 júniusa óta. A környezetvédelmi minisztériumban dolgozik 2009 májusa óta. 2006 januárjától 2009 májusáig az indiai kereskedelmi és ipari kamara minisztere volt.
1978-ban csatlakozott a Világbankhoz. 1979-ben visszatért Indiába.
A 2009-es ENSZ éghajlatváltozási keretegyezmény konferenciáján Mr. Jairam Ramesh kijelentette Indiát a globális felmelegedés által kitett veszélyek szempontjából a világ legsebezhetőbb országának kell tekinteni.

## Írói munkássága
Több könyve jelent eddig meg, 2005-ben a Making Sense of Chindia: Reflections on China and India, 2002-ben a Kautilya today - Jairam Ramesh on a globalizing India, 1979-ben a Mobilising Technology for World Development.
Jairam Ramesh újságíróként is publikált cikkeket, többek között a Business Standard, Business Today, The Telegraph, Times of India és az India Today újságokban. Időnként a "Kautilya" szerzői álnevet használta.

## Magánélete
Házastársát tamil Jayashree Jairam-t 1981. január 26-án vette feleségül. Két fia van Anirudh és Pradyumna. Mindketten jogot tanulnak. Az egyik az Oxfordra jár, a másik az indiai Hyderabad városban tanul. A család Lodi Gardennél lakik eredetileg, Újdelhiben.